# إبراهيم هاليدي
إبراهيم هاليدي (Ibrahim Halidi) أو رسميا هاليدي عبد الرحمن إبراهيم رئيس وزراء جزر القمر للفتره (1 يناير 1993 – 26 مايو 1993) ومدرس للفلسفة وكاتبا، كان اسم جميل هاليدي هو اسمه عند الولادة، ولكن تم تغيير اسمه إلى إبراهيم الخالدي في عام 1960، عندما كان يعيش في واني لتلقي العلاج والذهاب إلى المدرسة.

## تحصليه الدراسي
حصل على شهادة البكالوريا عام 1978 وانتقل إلى توغو لدراسة الفلسفة وعلوم التربية. عاد إلى جزر القمر في عام 1983 وأصبح مدرسًا للفلسفة في مدرسة ثانوية في فومبوني (موهيلي)، ثم في موتسامودو ودوموني في أنجوان.
وهو مؤلف كتاب "جزر القمر" الذي نشرته دار لارماتان عام 2021.

## تاريخه
أشرف إبراهيم حليدي على اللجنة الوطنية للشباب الثوريين، وكان ثاني شخصية مهمة في نظام علي الصيليحي. عندما استقال علي الصيليحي وحكومته، أصبح إبراهيم حليدي رئيسا خلال شهر تقريبا. حكم النظام الثوري على إبراهيم خاليدي بالإعدام في عام 1977 أثناء محاكمته في فندق الأمال.
بعد انقلاب مايو 1978 ضد علي الصليحي، تم أسر إبراهيم الخالدي.

### دخوله عالم السياسة
بعد الانتخابات الرئاسية عام 1990 ، أصبح إبراهيم خاليدي وزيرا للداخلية ، ثم وزيرا للإعلام والثقافة والشباب والرياضة. أسس حزب اتحاد الديمقراطية من أجل اللامركزية مع سعيد الأنس محمد جوهر ومحمد ذاكوين عبده. وبعد الانتخابات العامة التي أجريت في 22 و 29 تشرين الثاني/نوفمبر 1992، أصبح إبراهيم هاليدي نائبا لرئيس وزراء جزر القمر ثم في الفترة من كانون الثاني/يناير إلى أيار/مايو 1993. 
ترشح إبراهيم خاليدي للرئاسة ثلاث مرات. أولا، في آذار/مارس 1996، باسم اتحاد ديمقراطيات اللامركزية. ثم في الانتخابات الرئاسية في جزيرة أنجوان في مارس 2002. وأخيرا، في الانتخابات الرئاسية لاتحاد جزر القمر في نيسان/أبريل وأيار/مايو 2006. 

## مرضه ووفاته
شُخصت إصابته بالسرطان في أنتاناناريفو في عام 2017. بعد أن أمضى بعض الوقت في مدغشقر وموريشيوس وتنزانيا لتلقي العلاج، توفي في مستشفى مايوت في 23 فبراير 2020.